# Schüpfen
Schüpfen ist eine politische Gemeinde im Verwaltungskreis Seeland des Kantons Bern in der Schweiz.

## Geographie

### Lage
Die Gemeinde liegt am Ostrand des bernischen Seelandes. Zu ihrem Gebiet gehören der südliche Abhang des Rapperswiler Plateaus, der Schwandenberg und der Nordhang des Frienisbergs. Sie wird durchflossen durch den Lyssbach und liegt auf einer Höhe von 490 bis 728 m ü. M.

### Gemeindegliederung
Zu Schüpfen gehören die Ortschaften und Weiler Allenwil, Bundkofen, Bütschwil, Saurenhorn, Schüpberg, Schwanden, Winterswil und Ziegelried.

### Nachbargemeinden
Schüpfen grenzt an Grossaffoltern und Rapperswil im Norden, Münchenbuchsee im Osten, Kirchlindach und Meikirch im Süden sowie Seedorf im Westen.

## Geschichte
Schüpfen soll eine der ältesten Siedlungen des Seelands sein. Bereits im 11. Jahrhundert werden einige Bauten von Schwanden erwähnt. Seit 1271 wird der «Steg zu Schwanden» verzeichnet. Dieser Steg diente im Falle von Streitigkeiten von Leuten von Büren mit Bern als Tagungsort, wie es 1336 im Burgerrechtsvertrag bestimmt wurde. Der Name Schüpfen entstammt der Alemannenzeit und wird erstmals 1208 als Scuphon (Scheune, Schopf) erwähnt.
Nach der Reformation von 1528 bis 1798 gehörte der grösste Teil Schüpfens zur Landvogtei Frienisberg und somit zu Bern.

## Politik
Legislative ist die Gemeindeversammlung, die Exekutive bildet der Gemeinderat, Gemeindepräsident ist Pierre-André Pittet (SVP, Stand 2024). Neben zwei weiteren Sitzen der SVP sind in Schüpfen die Parteien SP (drei Sitze) und Die Mitte (ein Sitz) vertreten.
Bei den Nationalratswahlen 2023 betrugen die Wähleranteile in Schüpfen (in Klammern die Veränderung im Vergleich zu den Wahlen 2019 in Prozentpunkten): SVP 34,34 % (+1,91), SP 20,43 % (+3,65), Mitte 11,50 % (−2,98), glp 9,76 % (+0,92), Grüne 9,16 % (−3,65), FDP 5,18 % (−0,86), EVP 3,79 % (+0,62), EDU 2,19 % (+0,90), SD 0,28 % (+0,08).

### Bevölkerung
Schüpfen hat 3'818 Einwohner (Stand 31. Dezember 2021), davon 285 ausländischer Herkunft.

## Wirtschaft
Land- und Forstwirtschaft stehen hier an vorderster Stelle. In Schüpfen gibt es mehrere industrielle Betriebe, unter anderem eine Ziegelei und ein Sägewerk. Die Schreinerei Stuber & Cie AG ist mit ungefähr 50 Angestellten ein wichtiger Arbeitgeber. Des Weiteren gibt es zwei grössere Transportunternehmen und einen Verpackungsgrosshändler.
2016 wurde die Getreidemühle von der Landi Lyssbachtal übernommen, welche selbst wiederum kurze Zeit später von der Landi Moossee, Genossenschaft mit Sitz in Schüpfen, übernommen wurde. Die Mühle Bundkofen AG wurde 2019 aufgelöst und befindet sich in Liquidation.
In der Gemeinde ist ein Geldinstitut vertreten: Die Raiffeisenbank Grauholz. Ebenfalls sind folgende Einkaufsgeschäfte in Schüpfen anzutreffen: Coop, Spar, Landi, Avec.

## Sehenswürdigkeiten

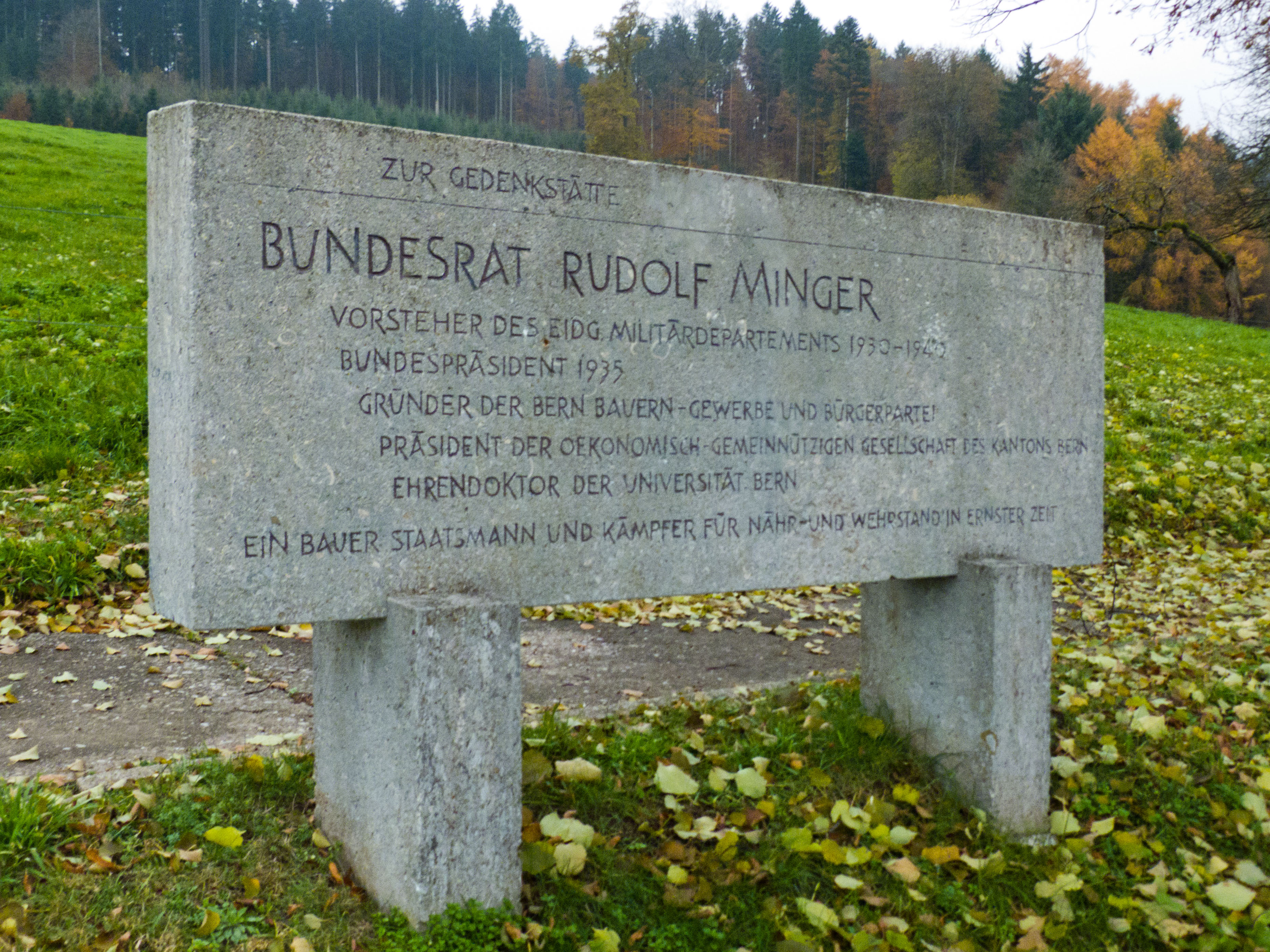
Mingerdenkmal in Schüpfen

## Persönlichkeiten
- Jakob Stämpfli (1820–1879), Schweizer Politiker und Bundesrat
- Karl Schenk (1823–1895), reformierter Pfarrer und Bundesrat
- Rudolf Minger (1881–1955), Schweizer Politiker und Bundesrat
- Carl Albert Loosli (1877–1959), Schweizer Schriftsteller und Journalist
- Egbert Moehsnang (1927–2017), Maler, Glaskünstler und Kupferstecher
- Franz Matter (1931–1999), Schauspieler und Regisseur